# Vásárhelyi találkozó
Vásárhelyi találkozó – Az erdélyi magyar ifjúság 1937. október 2–4-e között Marosvásárhelyen tartott találkozója, amelynek során, a romániai jobboldal szembetűnő előretörésének közepette, kísérlet történt az ifjúság különböző világnézetet valló csoportjai közötti szemléletbeli eltérések feloldására, valamiféle cselekvési egység megteremtésére a nemzeti erők összefogása érdekében.

## Előkészületek
A vásárhelyi találkozót megelőző eszmecsere elindítója s a későbbi találkozó főszereplője Tamási Áron volt, aki Cselekvő erdélyi ifjúság című cikksorozatában (Brassói Lapok, 1936. április 5. – április 12.) – egy Balogh Edgár által még 1935 őszén az Ady Endre Társaság nevében nyilvánosságra hozott körlevelére is reagálva – számba vette az erdélyi magyar ifjúság különböző akkori táborait: az Erdélyi Fiatalokat, a „népvalóság” hirdetőit, a „Hitel új magyarjait”. Cikksorozatát előzményként a *Tizenegyektől indítva, zárócikkének ezt a címet adta: „Közös a munka és a cél”, majd kimondta: „Végső következtetés gyanánt tehát nem tudok más utat ajánlani az épülő jövő felé, mint az Erdélyi Fiatalok népi humanizmusának, a Hitelben hirdetett újraértékelésnek és a baloldal szocializmusának összefogását. Kiderül, hogy a népmentő cél valamennyiöknél közös, és abban is megegyeznek, hogy Erdélyben a magyar műveltségváltásnak meg kell történnie. Közös a harc is az öröklött és a ma is működő szellem ellen, amelyet immár nyíltan is meg kell vívni, betűk és cselekedetek útján. Közös a törhetetlen és céltudatos törekvés is, hogy az erdélyi magyar nép megmentésére kell sietni, és ezt a tömeget minél előbb gazdasági és szellemi életünk tengelyévé kell tenni” (Brassói Lapok 1936. április 12.).
A cikksorozatra a baloldali tábor részéről Balogh Edgár (Tévelygő fiatalok. Magyar Élet,  1936. 73–95; uő: Tamási Áron és a cselekvő erdélyi ifjúság. Korunk, 1936/5. 461–464), az Erdélyi Fiatalok részéről László Dezső (Cselekvő erdélyi ifjúság. Erdélyi Fiatalok,  1936. tavaszi szám, 1–5.) és Jancsó Béla (Levél Tamási Áronhoz a cselekvő erdélyi magyar ifjúságról. Brassói Lapok, 1936. május 17.) válaszolt, majd a Független Újság kínált alkalmat Fiatal magyarok Tavaszi Találkozója elé címmel indított ankétja keretében, szélesebb körben a Tamási Áron felvetette problémák körüli eszmecserére (1937. március 27. – május 23.). Ebben az ankétban többek között Venczel József, Nagy István, Bányai László, Jordáky Lajos, Dsida Jenő, Balogh Edgár, Szabédi László, Kovács Katona Jenő, Vita Zsigmond, Kováts József, Szemlér Ferenc és Méliusz József szólalt meg, a végén pedig Tamási Áron foglalta össze a vita addigi eredményeit (Mind magyarok vagyunk. Független Újság, 1937. május 29.) és fogalmazta újra azokat az alapelveket, amelyek már korábbi cikksorozatából is kirajzolódtak, sarkítva egyben a fiatal nemzedékre váró felelősséget is: „Nemzedék és nemzedék között – írta – nincs véleménykülönbség abban, hogy amiért a legtöbbet kell szenvednünk és tűrnünk, abban van egyetlen megtartó erőnk is: magyar mivoltunkban.” Majd alább: „Nehéz idők járnak ránk, de ha a test nyugalmasabban és békésebben is élhetne máshol, a szív és a lélek csak itt élhet úgy, hogy halálos bűnbánat ne legyen belőle. Nem csak itt kell maradni, hanem az uralkodó nemzettől átvenni a hősi emberi harcot, amelyet neki a művelődésteremtő anyanyelv jogáért és bárkinek emberi jogaiért folytatnia kéne.”
A „tavaszi találkozó” előkészületei 1937 nyarán is folytatódtak: megválasztották az ifjúsági parlament előkészítő bizottságát (tagjai: Tamási Áron, Nagy István, Asztalos Sándor, Petrovay Tibor, Vita Sándor, valamint a vásárhelyi találkozóról végül is távol maradt Jordáky Lajos), amely a Hitel akkori szerkesztőségében: Szász István agrármérnöknek, az EMGE későbbi alelnökének kolozsvári házában folytatta megbeszéléseit. A kiegyenlítődés helyett azonban egyelőre inkább az ellentétek sarkítódtak. Augusztus végén jelent meg, ismét Tamási Áron tollából „az előkészítő bizottság jelentése az eddig végzett munkáról” (Másfél évi munka után… Brassói Lapok, 1937. augusztus 23.), s erre válaszul az Erdélyi Fiataloknak az a nyilatkozata (Erdélyi Fiatalok, 1937/3. 15–18), amelyben elhatárolták magukat „a közeli világmegváltást hirdető fiatal marxistáktól”, akik „az ifjúsági életben diktatúrára törekednek”, másfelől a Hiteltől, amelynek tagjai „tudományos, nemzetpolitikai, irodalmi és ifjúsági síkon mind olyan munkát kezdtek, amelyet e területen mások már régóta végeztek”, s kifogásolták azt is, hogy a készülő találkozóra a különböző csoportokat egyéni részvétel alapján, nem pedig csoportos képviseleti alapon készültek meghívni. Végül az Erdélyi Fiatalok testületileg távol maradt az október 2-án megkezdődött találkozótól.

## A találkozó
A Marosvásárhelyen sorra került találkozón Tamási Áron elnökölt, ő tartotta a 187 résztvevő előtt a megnyitóbeszédet is (Brassói Lapok, 1937. október 4.; Újraközölve Hősökhöz nehéz időben címmel először a Hitel 1937/3. számában), majd következtek az előadások, amelyeknek egy részét a sajtó rövid időn belül közölte, mások azonban évtizedekig lappangtak vagy soha nem jelentek meg. Albrecht Dezső: Az erdélyi magyarság társadalmi alkata, erkölcstana, társadalmunk átalakulásának útjai és képe (Hitel, 1937/3); Asztalos Sándor: Az erdélyi magyar nemzetkisebbség közjogi és nemzetközi jogi helyzetéről; Gagyi László: Az erdélyi magyar napisajtó háború utáni működése, mostani állapota és jövőbeni szerepe; Kacsó Sándor: Az erdélyi magyarság és a román nép építő együttélésének feltételei és útjai (Brassói Lapok, 1937. okt. 8.); Pálffy Antal: Iskolai nevelésünk, annak reformja és az iskolán kívüli népnevelés (Látó, 1998/7); Teleki Ádám: Mezőgazdasági politikánk. Előadást tartott még közgazdasági problémákról Petrovay Tibor.
Az elhangzott előadások közül néhányat, egy névtelenül megjelent, tárgykörökre bontott irodalmi és kortörténeti beszámolóval együtt, a Hitel közölt (1937/3. 230–257), a felszólalásokról Jancsó Elemér készített gyorsírásos jegyzeteket, ezek azonban hagyatékában maradtak és ma is feldolgozatlanok (lásd Molter Károly Levelezése. III. Kolozsvár–Budapest, 2006. 501).
A vásárhelyi találkozó végén megszületett a záróhatározat, a Vásárhelyi Hitvallás, amelyet egy kiküldött bizottság (tagjai Albrecht Dezső, Árvay Árpád, Balogh Edgár, Becsky István, Dániel Antal, Kacsó Sándor, Nagy István, Petrovay Tibor) javaslata alapján A Vásárhelyi Találkozó záróhatározata címmel terjesztettek elő és szavaztak meg. Ezt szintén a Hitel közölte (1937/3).

## A hitvallás elvi határozatai
„Az erdélyi magyar társadalomnak a kisebbségi sors követelményei szerint való átalakulását sorsdöntő jelentőségűnek ítéljük, és ezért történelmi felelősségünk tudatában az egy test, egy lélek akaratával valljuk, hogy:
az erdélyi magyar népkisebbségi élet irányítása csakis a keresztény erkölcsi és demokratikus nemzeti követelmények szerint történhetik;
népkisebbségi életünket és annak minden intézményét a nemzeti egység gondolata és célja hassa át, politikai, gazdasági, közművelődési és egyházi intézményei s azok vezetői között, amennyiben hiányzik, becsületes együttműködés jöjjön létre, az osztály-, felekezeti és nemzedéki ellentétek életünkből tűnjenek el, annál is inkább, mert minden felekezetű és származású magyar embert s így azokat a zsidó vallású magyarokat is, akik kisebbségi sorsunk minden következményét vállalják, a magyar népkisebbség alkotó elemének tekintjük;
a vásárhelyi találkozón megjelent fiatal romániai magyar értelmiség a legteljesebb nemzeti, szociális és politikai egység vágyától áthatva kimondja, hogy az erdélyi magyarság minden egyes tagjára sorskérdéseink és küzdelmeink iránti érdeklődés, tevőleges szolgálat és munka hárul;
a magyarság minden egyes tagjának teljesítenie kell mind anyagi, mind szellemi tehetségéhez mérten kötelességét magára hagyott nemzetünk iránt; kizárandó az, aki az erdélyi magyarság nemzeti érdekeivel összetűző tevékenységet fejt ki.”
A záróhatározattal egy időben a résztvevők megválasztották a vásárhelyi találkozó Állandó Bizottságát, amelynek tagjai lettek: Albrecht Dezső, Asztalos Sándor, Jancsó Elemér, Jordáky Lajos, Nagy István, Szűcs Elemér, Tamási Áron, Teleki Ádám és Venczel József.

## Viták a találkozón, s azt követően
Már a vásárhelyi találkozón heves vita robbant ki Kacsó Sándornak a román–magyar együttélés problémáiról tartott előadása kapcsán, amelynek hatására az előadó vissza is vonta a maga határozati javaslatát. A vásárhelyi találkozó lezárultával aztán a támadások kívülről is megindultak: a Magyar Párt lapja, a Keleti Újság már a Kacsó-előadás fogadtatását sietett kommentálni (Megbélyegezték Kacsó Sándort a Vásárhelyi Találkozón. 1937. október 4.), majd megismételte támadását Tanulságok című vezércikkében (1937. okt. 6.), az Előrében viszont Hoffer Géza vádolta meg a vásárhelyi találkozó szociáldemokrata beállítású résztvevőit „az osztályharc feladásával és a szocializmus eszméinek elárulásával”. Kacsót Tamási Áron védte meg (Eszméink és bajtársaink védelmében. Ellenzék 1937. október 15.). Az Erdélyi Fiatalok szerkesztőségi cikkben szögezte le lényegében változatlan álláspontját (Még egyszer a Tîrgu-Mureș-i Találkozó. 1938/1. 24–25).
A világnézetek fölött létrejött egységre néhány látványos közös fellépés utalt, mint amilyen a kolozsvári Vasas Otthonbeli, 1938. április 4-i rendezvény volt, amelyen Tamási is előadást tartott (Brassói Lapok, 1938. április 6.). Ennek ellenére nem tudott tartós lenni: a határozatokat mindegyik tábor (a „jobbra szakadtak” és a „balra szorultak”, ahogy Balogh Edgár fogalmazott) más- és másképpen értelmezte. A vásárhelyi találkozóval elindult mozgalom – ahogy Dániel Antal a Hitelben egy év múlva értékelte – „…megállott a feladatok megismerésénél, a teendők feltárásánál… A népi feladatok megoldásában mutatkozó gyakorlati tétovázást és tanácstalanságot nem küszöbölte ki közéletünkből, s bár mindenki vele takarózott, s cselekvését vele hitelesítette, merevségétől nem tudott megszabadulni, s becsontosodott történelmi jelentőségének emlegetésébe” (Magatartás és Hitvallás. Hitel 1938/3; uő: Egy évvel a Vásárhelyi Találkozó után. *Hitel 1938/3). Az évfordulóról a Keleti Újság is megemlékezett (Évforduló. 1938. október 30.), s gúnyosan kommentálva állapította meg: „…ez a mostani »feloszlatási jegyzőkönyv« a második megfogható tény, ami az erdélyi magyar kisebbség életének ebből a fejezetéből mint konkrétum leszűrhető”. (Vö. A Vásárhelyi Találkozó és a Keleti Újság. Hitel, 1938/3. 250–253.)
Ezzel az elfogult értékeléssel szemben sokkal pozitívabb volt a vásárhelyi találkozó magyarországi és főképp csehszlovákiai visszhangja (vö. Varga–Patyi: i. m. 882–883), ami a népi írók, illetve az egykori sarlósok reagálásainak volt köszönhető.
A vásárhelyi találkozó eredménytelenségéhez a belső ellentétek mellett hozzájárult a romániai politikai helyzet fordulata: II. Károly román király 1938-ban bevezette a királyi diktatúrát, s létrehozta a Nemzeti Újjászületés Frontját, amely az általa időközben felszámolt polgári parlamentarizmus helyett egy fasiszta típusú rendszer nyitányát jelentette. Ebben a rendszerben hozzák létre felülről a Romániai Magyar Népközösséget, s annak mint egyetlen nemzetiségi tömegszervezetnek a keretébe kellett beilleszkednie minden magyar megnyilvánulásnak. Ebben a helyzetben a baloldal elszigetelődött, s a vásárhelyi találkozón elfogadott Hitvallás feladásával vádolta annak többi aláíróit (Nagy István: A Vásárhelyi Hitvallás nevében. Kolozsvár, 1938).

## Értékelések a bécsi döntések után
A vásárhelyi találkozó összefoglaló értékelésére mindjárt a bécsi döntések után ketten is vállalkoztak: Ligeti Ernő és Mikó Imre. Mikó az erdélyi magyarság politikai történetét áttekintő könyvében (Huszonkét év. Budapest, 1941), az új nemzedék jelentkezésének formáit végigtekintve, csak röviden ír a vásárhelyi találkozóról, abban látva jelentőségét, hogy „…az új nemzedék itt lépett fel először mint önálló politikai tényező az erdélyi magyar közéletben” (i. m. 192). Széthullásának okát pedig – miután utalt a kívülről jött támadásokra – abban látta, hogy „a gyakorlati életben … nemsokára kiújultak az ellentétek jobb- és baloldal között s a találkozó munkaközössége alkotóelemeire hullott szét” (i. m. 193). Ligeti viszont, akinek a Független Újságban szervezett ankét révén nem lebecsülendő szerepe volt abban, hogy a vásárhelyi találkozó megvalósult, Súly alatt a pálma című könyvében külön fejezetet szentelt a vásárhelyi találkozónak, amelyről egyrészt a kívülálló szemtanú lelkesedésével számolt be („Látványnak is gyönyörű volt. Mi, akik mint megfigyelők és barátok szemléltük a megmozdulást, úgy éreztük, hogy ha nem is lesz folytatása e kísérletnek, akkor is ritka élmény emlékét őrizzük meg lelkünkben. Láttuk az ifjúságot, amint vallásos áhítattal tud hinni a maga sorsdöntő szerepének jogosultságában.” I. m. 203), másrészt megvonta a vásárhelyi találkozó mérlegét is („Ez az élményszerű megmozdulás… valami céltudatosat, folytonosságon épülőt akart a jövő számára is, csak azt nem tudta pontosan, hogy mit. Vagy ha Tamási Áron és szűkebb vezérkarának képzeletében ki is alakult az együttműködésnek további formája, a körülmények még azt sem engedték meg, hogy ez a megnyilatkozás megismételhető legyen.” I. m. 203–204.)
Felidézték és értékelték a vásárhelyi találkozón történteket az egykori résztvevők közül Balogh Edgár (Erdélyi tanulságok. Kelet Népe, 1941/2), a Hitel írói (Hat éve. Hitel, 1943/1). S közben megjelent Tamási Áron publicisztikájának gyűjteményes kötete (Virrasztás. Budapest, 1942), benne a vásárhelyi találkozóhoz kapcsolódó több fontos cikke. A kötethez kapcsolódva, főképp baloldalról, többen is felvetették felújítását: Balogh Edgár (Tamási Áron Virrasztása és a Vásárhelyi találkozó. Kis Újság, 1943. május 30.), Jordáky Lajos (Virrasztás. Üzenet Tamási Áronnak. Népszava, 1943. augusztus 22.), Kovács György (Népmozgalmak ébredezése Erdélyben. Szabad Szó, 1943. augusztus 29.), Nagy István (Mi is emlékezünk a „Hitvallás”-ra. Népszava, 1943. október 17.; újraközölve A harc hevében. Marosvásárhely, 1957. 61–64), a háborús körülmények között azonban erre nem kerülhetett sor.

## Értékelések 1945 után
A második világháború után két évtizeden át hallgatás telepedett a vásárhelyi találkozó emlékére. Balogh Edgár ugyan szintén kötetbe gyűjtötte a vásárhelyi találkozóval kapcsolatosan korábban írott cikkeit (Hármas kis tükör. Budapest, 1945), s kísérletet tett a Bolyai Tudományegyetemen arra is, hogy bedolgozza „a vásárhelyi találkozót hazai párttörténetünkbe”, de visszaemlékezése szerint (Szolgálatban. 44), „egyik befolyásos dogmatikusunk” azt „jelentéktelen epizód”-nak minősítette, s így nem került reá sor. Csak a vásárhelyi találkozó 30. évfordulóján Magyarországon, a romániai magyar baloldali mozgalmak kutatója, Csatári Dániel részéről történt valós kezdeményezés a vásárhelyi találkozó újraértékelése terén (A Vásárhelyi Találkozó. Budapest, 1967), s néhány kortárs: Balogh Edgár (Szükséges dialógus volt. Korunk, 1967/11. 1362–1363), Bányai László (Emlékezetes értekezlet. Korunk, 1967/11. 1355–1359), Jordáky Lajos (Munkásegység a Találkozón. Korunk, 1967/11. 1359–1361), Szemlér Ferenc (Magányos résztvevő a vásárhelyi találkozón. Igaz Szó, 1967. II. 479–488) idézte fel a harminc éve történteket, immár teljesen „a kommunista párt vezette népfront” szellemében. Majd Kántor Lajos és Láng Gusztáv szóltak róla irodalomtörténeti összefoglalójukban (Romániai magyar irodalom. 1945–1970. Bukarest, 1972), Varga Rózsa és Patyi Sándor pedig A népi írók bibliográfiája… 1920–1960 című munkájukban kínálták a vásárhelyi találkozó gazdag kortárs irodalmát. Ezt követték a résztvevők visszaemlékezéseinek kötetei: Nagy István: Szemben az árral. Bukarest, 1974; Demeter János: Századunk sodrában. Uo. 1975; Veress Pál: Holnap indulok hozzád. Uo. 1977; Balogh Edgár: Szolgálatban. Uo. 1978; Kacsó Sándor: Nehéz szagú iszap felett. Budapest, 1985), de ezekben, akárcsak Turzai Máriának a vásárhelyi találkozó 40. évfordulójára megjelent dokumentumkötetében („a történelem önmagát gondolta”. A Vásárhelyi Találkozó. Bukarest, 1977), több-kevesebb árnyaltsággal, a baloldal szemlélete érvényesült: a vásárhelyi találkozót mint a kommunisták kezdeményezte népfront-mozgalom egy korszakos megmozdulását értékelték. Elemző értékelést nyújtott viszont az eseményekről a kor hiteles dokumentumaira építő Nagy György (Alkalmi asszociációk a közéleti szó hiteléről. A Vásárhelyi Találkozó évfordulójára. Korunk, 1977/11), akinek tanulmánya mellett Tamási Áronnak nem sokkal később megjelent cikkei (Tiszta beszéd. Utószóval és jegyzetekkel ellátta Dávid Gyula. Bukarest, 1981) s a „másik oldal”, az Erdélyi Fiatalok álláspontját árnyaló, Cseke Péter által sajtó alá rendezett forrásértékű dokumentumkötet (Az Erdélyi Fiatalok. Dokumentumok, viták. Bukarest, 1986) gazdagította-hitelesítette a képet.
A vásárhelyi találkozó szervezésében és világnézeti beállítódásában fontos szerepet játszó Hitel-csoport hozzájárulásának feltárására azonban már csak az 1989-es változás után került sor (Hitel. Kolozsvár, 1935–1944. I–II. Tanulmányok, repertórium. Sajtó alá rendezte és bevezette Záhony Éva. Budapest, 1991; Szász István Tas: Beszédes csend. Három Hitel és ami utána következett. Kolozsvár, 2007). Ugyancsak az 1990-es években kerülhetett sor egyfelől a korábban szemben állók álláspontjának nyílt tisztázására (László Ferenc: Mi is történt Vásárhelyen 1937-ben. Korunk, 1991/3; Balogh Edgár: Vásárhelytől Vásárhelyig. Helikon 1991/29; uő: Perlekedés helyett tények. Helikon, 1994/12; uő: Akár meg is egyezhetnénk. A Hét 1994/39) és új dokumentumok feltárására (Kuszálik Péter: Vásárhelyi Találkozó [19]37. Látó, 1996/7; Dávid Gyula: A Vásárhelyi Találkozó dokumentumaiból. Látó, 1998/7; Jancsó Elemér: A Vásárhelyi Találkozó gyorsírásos jegyzőkönyve. Uo.; Pálffy Antal előadása a Vásárhelyi Találkozón, uo.), másfelől, ezzel párhuzamosan, a vásárhelyi találkozónak az erdélyi magyarság eszmetörténeti fejlődésébe való beillesztésére is (Gáll Ernő: A Vásárhelyi Találkozótól a Szárszói Konferenciáig. A Hét, 1993/46).

## Külső hivatkozások
A vásárhelyi találkozó hivatalos jelentése és záróhatározata